# Кастелето сопра Тичино
Кастелето сопра Тичино (итал. Castelletto sopra Ticino) је насеље у Италији у округу Новара, региону Пијемонт.
Према процени из 2011. у насељу је живело 9213 становника. Насеље се налази на надморској висини од 209 м.

## Становништво
| 1936. | 1951. | 1961. | 1971. | 1981. | 1991. | 2001. | 2011.  |
| ----- | ----- | ----- | ----- | ----- | ----- | ----- | ------ |
| 4.866 | 5.615 | 6.249 | 6.783 | 7.718 | 7.965 | 8.755 | 10.005 |